# Purpurnacken-Felskänguru

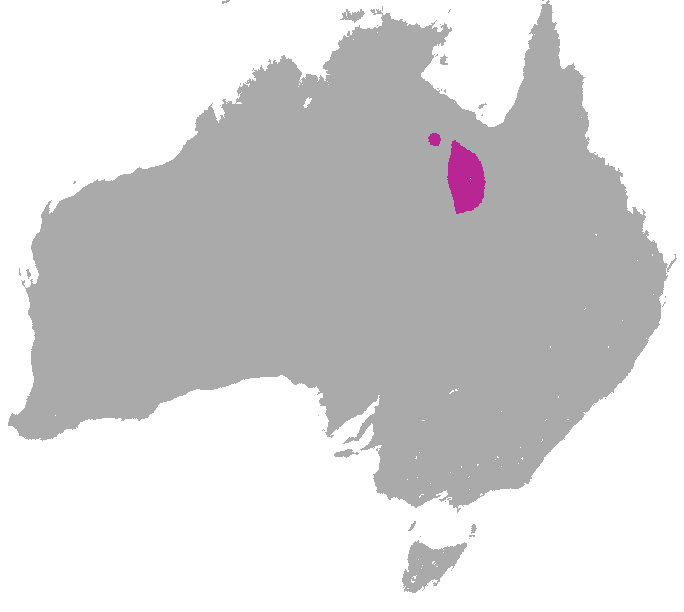
Verbreitungsgebiet des Purpurnacken-Felskängurus

Das Purpurnacken-Felskänguru (Petrogale purpureicollis) ist ein Säugetier in der Familie der Kängurus. Das Taxon galt längere Zeit als Synonym des Schwarzpfoten-Felskängurus (Petrogale lateralis). Seit Anfang des 21. Jahrhunderts ist es als Art anerkannt.

## Merkmale
Der Name dieses Felsenkängurus bezieht sich auf die auffällige rosafarbene bis violette Schattierung des Fells auf Kopf, Hals und Schultern. Allgemein besitzt die Art eine gesprenkelte braungrau Grundfarbe, wobei die grauen Farbtöne im Winter dominieren. Das Fell der Unterseite ist heller. Weitere Kennzeichen sind breite helle Streifen auf den Wangen sowie ein dunkler Streifen auf der Kopfoberseite. Die Art erreicht eine Kopf-Rumpf-Länge von 39 bis 61 cm, eine Schwanzlänge von 44,5 bis 58 cm und ein Gewicht von 3 bis 7 kg.

## Verbreitung und Lebensweise
Das Purpurnacken-Felsenkänguru lebt im nördlichen Australien in den östlichen Bereichen des Bundesstaates Queensland sowie möglicherweise in angrenzenden Gebieten des Northern Territory. Die Art bevorzugt felsige Regionen mit Kalkstein- oder Sandsteinklippen, die mit Eukalyptuswäldern, Akazienwäldern oder mit Gras bewachsen sind. Größere Gruppen halten sich gewöhnlich in Gebieten auf, die ständig Zugang zu Wasser ermöglichen.
Die einzelnen Gruppen des Purpurnacken-Felsenkängurus bestehen aus bis zu 20 Mitgliedern. Die Tiere ruhen am Tage zwischen Steinhaufen, in Höhlen oder in breiteren Felsspalten und gehen während der Dämmerung oder nachts auf Nahrungssuche. Als Nahrung dienen vorwiegend Gräser und Blätter. An kälteren Tagen nutzen sie den Morgen zum Sonnenbad.
Die Paarungsbereitschaft der Weibchen ist unabhängig von der Jahreszeit. Nach einer kurzen Trächtigkeit von 33 bis 35 Tagen leben die Jungtiere etwa 6 Monate im Beutel der Mutter. Sie werden noch 3 bis 6 weitere Monate gesäugt. Weibchen erreichen die Geschlechtsreife nach 18 bis 22 Monaten.

## Status
Vermutlich wird die Art, wie andere Felsenkängurus, von eingeführten Raubtieren gejagt. Mit grasfressenden Haustieren haben sie seit Ankunft der Europäer neue Konkurrenten erhalten. Der Bestand nimmt nach Einschätzung der IUCN ab. Die Art wird auch aufgrund ihres kleinen Verbreitungsgebiets in der Vorwarnliste geführt (Near Threatened).

## Belege
1. ↑  Don E. Wilson, DeeAnn M. Reeder (Hrsg.): Mammal Species of the World. A taxonomic and geographic Reference. 3. Auflage. 2 Bände. Johns Hopkins University Press, Baltimore MD 2005, ISBN 0-8018-8221-4 (englisch, Petrogale purpureicollis).
2. 1 2 3  Lee K. Curtis (Hrsg.): Queensland's Threatened Animals. Csiro Publishing, 2012, ISBN 978-0-643-09614-1, S. 362 (englisch, Purple-necked rock-wallaby).
3. 1 2  Petrogale purpureicollis in der Roten Liste gefährdeter Arten der IUCN 2016. Eingestellt von: Burbidge, A.A. & Woinarski, J., 2008. Abgerufen am 11. Mai 2017.